# The Genesis suite
The Genesis suite is een compositie van componist, dirigent, muziekproducent Tolga Kashif. De suite is deels een eigen compositie en is deels gebaseerd op muziek die de muziekgroep Genesis in de loop der jaren heeft geschreven. De muziek van die band viel in de jaren 70 in het genre symfonische rock, en die muziek kan zich uitstekend lenen voor het arrangeren naar “pure” klassieke muziek, maar Kashif koos voor het Genesis-tijdperk zonder Peter Gabriel.
De meningen over deze transitie waren verdeeld. Liefhebbers van klassieke muziek vonden het wat te vrijblijvend, liefhebbers van de muziek van de band vonden dat Kashif zich soms wel erg verloor in het uitbreiden en romantiseren van de muziek. De track die het daarbij het meest moest ontgelden was Mad man moon, de tijdsduur van dat nummer werd meer dan verdubbeld. Waar het volgens critici wel goed uitpakte was bij de hit Follow you, follow me. De muziek doet soms filmisch aan (Kashif schreef ook wel filmmuziek), soms weer concertoachtig.

## Delen
1. Land of confusion met Tonight, tonight, tonight
2. Ripples (voor piano en orkest)
3. Mad man moon (omgewerkt tot een soort vioolconcert)
4. Follow you, follow me (voor cello en orkest)
5. Fading lights
6. Entangled (voor piano en orkest)
7. Undertow met Blood on the rooftops

Kashif nam het geheel op in de Abbey Road Studio met Freddy Kempf (piano), Carmine Lauri (viool) en Caroline Dale (cello) en het London Symphony Orchestra met een koor voor het begin- en slotdeel. Het album werd uitgegeven op de dag van de eerste uitvoering.
Kashif schreef eerder de Queen Symphony (2002) gebaseerd op het werk van Queen. Eerder (1945) schreef een aantal émigré-componisten in Hollywood, onder wie Arnold Schönberg, Igor Stravinsky en Darius Milhaud, de Genesis suite, een klassiek werk binnen een cinematografisch raamwerk, gebaseerd op het Bijbelboek Genesis. Na de eerste uitvoeringen in 1945 en 1946 ging de originele bladmuziek van vijf van de zeven verloren, maar in 2000 zijn de zeven composities gereconstrueerd in opdracht van het Milken Archive of American Jewish Music.